# El sirviente
El sirviente (título original en inglés, The Servant) es una película británica de 1963, dirigida por Joseph Losey. Harold Pinter escribió el guion basándose en la novela The Servant —publicada en 1948— original de Robin Maugham. Los papeles principales corresponden a Dirk Bogarde, Sarah Miles, Wendy Craig y James Fox.	
El sirviente es la primera de las tres películas en que Pinter colaboró con Losey. Se trata de una película, perfectamente construida, sobre las relaciones psicológicas entre los cuatro personajes principales, enfocando en el poder de las clases sociales.

## Argumento
Tony (James Fox), un londinense de fortuna que presume de estar a punto de construir ciudades en Brasil y acaba de comprar una casa en Londres, contrata a Hugo Barret (Dirk Bogarde) como mayordomo. Barret disfruta de su nuevo trabajo, se lleva bien con Tony y ambos se mantienen en estatus social. Sin embargo, la cordial relación existente se desvirtúa cuando Susan (Wendy Craig), la novia de Tony, conoce a Barret. Sospecha del mayordomo por su ubicuidad y pide a Tony que lo despida, pero no lo consigue.
Barret convence a Tony de la necesidad de una doncella para limpiar la casa; presenta a Vera (Sarah Miles), supuestamente su hermana, y la anima para que seduzca a Tony. Una noche, Tony y Susan regresan inesperadamente de pasar unos días en el campo y sorprenden a los dos en la cama de Tony. Pensando que son hermanos, Tony se enfurece con Barret, que aprovecha para confesar que son novios. Barret y Vera descubren la aventura de Tony (con Vera) para consternación de Susan. Tony los despide y Susan se marcha en silencio.
Como Tony dependía totalmente de Barret y Vera, se convierte en un borracho. Al cabo del tiempo, se encuentra con Barret en un pub y éste le cuenta que Vera se ha burlado de los dos. Suplica a Tony que le vuelva a tomar su servicio y lo logra.
Poco a poco se invierten los papeles, Barret cada día tiene más control y Tony se vuelve más infantil. Ambos comienzan un juego perverso de maquinaciones, que van transformando sus papeles de una manera tan sutil como inquietante.

## Reparto
- Dirk Bogarde – Hugo Barrett
- Sarah Miles – Vera
- Wendy Craig – Susan
- James Fox – Tony
- Catherine Lacey – Lady Mounset
- Richard Vernon – Lord Mounset
- Ann Firbank – Dama de sociedad
- Doris Knox : Anciana
- Patrick Magee – Obispo
- Jill Melford – Dama joven
- Alun Owen – Vicario
- Harold Pinter – Hombre de sociedad

## Premios y nominaciones
Premios BAFTA (17.a edición)
| Premio                                      | Persona          | Resultado |
| ------------------------------------------- | ---------------- | --------- |
| Mejor película                              | Joseph Losey     | Nominada  |
| Mejor película británica                    | Joseph Losey     | Nominada  |
| Mejor actriz británica                      | Sarah Miles      | Nominada  |
| Mejor actor británico                       | Dirk Bogarde     | Ganador   |
| Mejor guion británico                       | Harold Pinter    | Nominado  |
| Mejor fotografía británica (blanco y negro) | Douglas Slocombe | Ganador   |
| Actriz más promisoria                       | Wendy Craig      | Nominada  |
| Actor más promisorio                        | James Fox        | Ganador   |

Otros premios
- Premio British Society of Cinematographers 1963: a la mejor fotografía (Douglas Slocombe).
- Premio Writers' Guild of Great Britain 1964: al mejor guion dramático británico (Harold Pinter).
- Premios del Círculo de Críticos de Cine de Nueva York (NYFCC) 1964: al mejor guion (Harold Pinter).
- Premio Nastro d'argento 1966: al mejor director extranjero (Joseph Losey).
- Premios Sant Jordi de Cinematografía 1968: a la mejor interpretación en película extranjera (Dirk Bogarde).

Otras nominaciones
- Premio León de Oro 1963: a Joseph Losey.

## Comentarios
Losey filma la mansión detalladamente, con predilección por los encuadres inclinados y los espejos deformados para reflejar la corrupción moral y el universo decadente donde se mueven los personajes. Esta película fue la primera colaboración del guionista y luego premio Nobel de Literatura, Harold Pinter, y uno de los grandes trabajos de Dirk Bogarde, actor emblemático de la carrera de Losey.